# Jayamekar (Baros)
Jayamekar is een bestuurslaag in het regentschap Kota Sukabumi van de provincie West-Java, Indonesië. Jayamekar telt 4107 inwoners (volkstelling 2010).